# Landgericht Abensberg

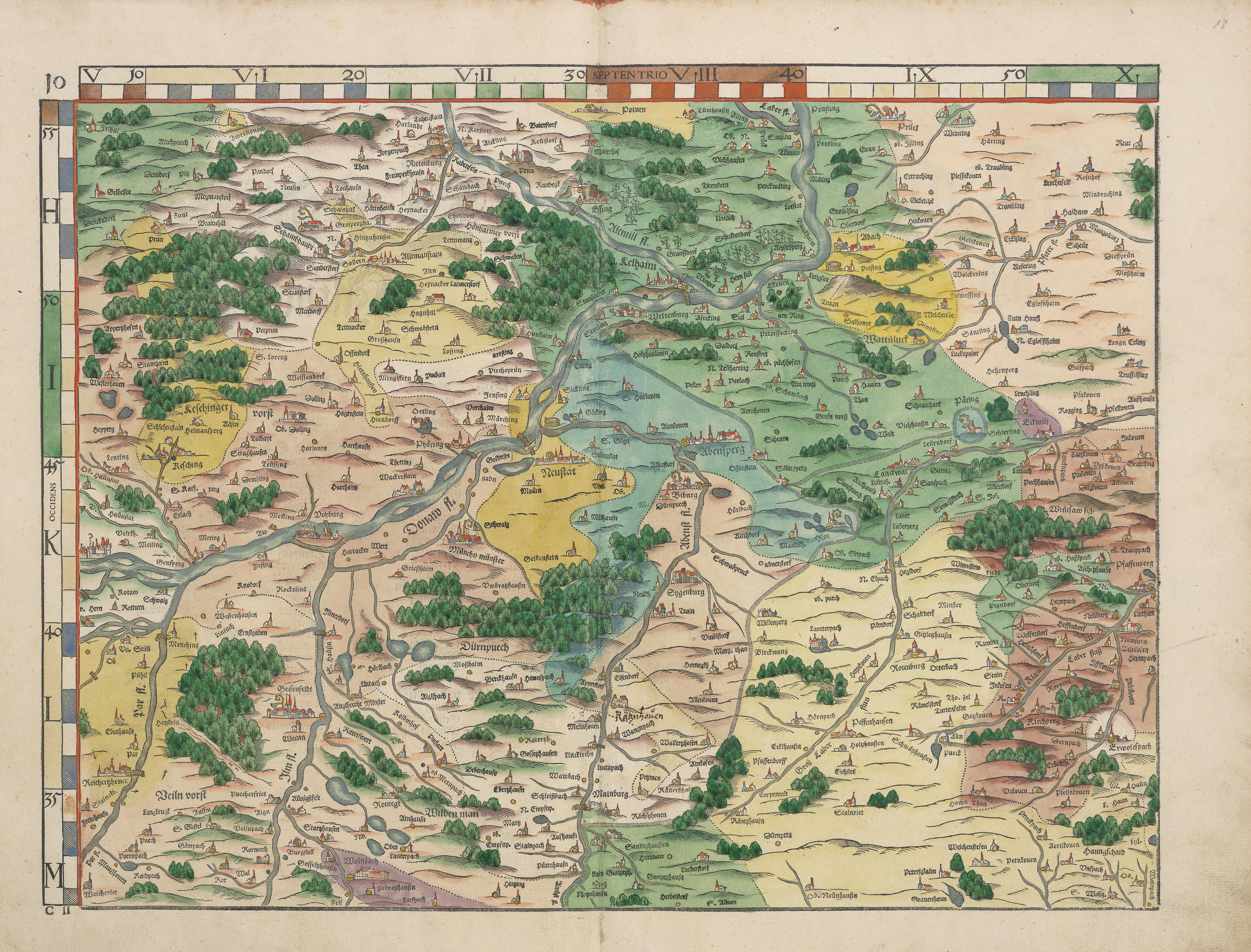
Philipp Apian – Bairische Landtafeln von 1568 – Tafel 10 – Landgericht Abensberg

Das Landgericht Abensberg war von 1486 bis 1802 bayerisches Hoch- und Niedergericht für Teile des Gebiets des heutigen Landkreises Kelheim. Von 1802 bis 1862 war es ein Landgericht „älterer Ordnung“ und bestand als Eingangsinstanz der niederen Gerichtsbarkeit bis 1879. Der Sitz des Landgerichts lag in Abensberg.

## Geschichte
Das Adelsgeschlecht der Abensberger wurde in ihrer Macht in ihrer Herrschaft Abensberg von den bayerischen Herzögen immer mehr eingeengt, und 1485 wurde der letzte Abensberger, Niclas von Abensberg, bei Freising von Seitz dem Frauenberger ermordet. Obwohl die Herrschaft Abensberg als reichsunmittelbares Territorium galt, wurde es von Truppen des bayerischen Teilherzogtums Bayern-München sofort besetzt und gegen Zahlung einer nicht unerheblichen Geldsumme an König Maximilian im Dezember 1493 endgültig durch die Wittelsbacher erworben. Es wurde in der Folge ein bayerisches Landgericht (Pfleggericht) in Abensberg eingerichtet. Vor 1800 gehörte das Pflegamt zum Rentamt Straubing des Kurfürstentums Bayern. 
Mit einer Verordnung vom 24. März 1802 wurden die Pfleggerichte in Landgerichte („älterer Ordnung“) umgewandelt. 1808 wurde das Landgericht dem Regenkreis zugeordnet. 1838 kamen die Landgerichte Abensberg und Kelheim zu Niederbayern, das bis dahin Unterdonaukreis hieß. Am 8. August 1857 wurden 17 südliche Gemeinden dem Landgericht Mainburg zugeordnet. 1862 gingen die Reste des Landgerichts im Bezirksamt Rottenburg auf. Die verbleibenden Rechtspflegeeinrichtungen in Abensberg behielten zunächst die Bezeichnung Landgericht. Als Eingangsinstanz der niederen Gerichtsbarkeit wurden die bisherigen Landgerichte 1879 durch das Gerichtsverfassungsgesetz reichseinheitlich in Amtsgericht umbenannt.